# Henri Duparc
Eugène Marie Henri Fouques Duparc (París, 21 de gener de 1848 — Mont-de-Marsan, (Landes), 12 de febrer de 1933), fou un compositor francès, deixeble de César Franck.
Estudià piano i composició amb C. Franck, i l'estil d'aquest compositor si nota en les primeres obres d'en Duparc de manera inconfusible. Malgrat que cultivà tots els generes musicals, el més personal i afortunat de la seva producció i li va aportar merescuda popularitat en els públics de concert, és la seva col·lecció de 15 melodies per a cant i piano, algunes de les quals daten del 1868. Seguint les tendències del seu amic Alexis de Castillon, en el que es refereix a l'estil líric, aquest compositor creà unes quantes obres mestres del gènere lied, que poden ser comparades a les de Schubert i Schumann.
Com diu, a propòsit d'aquesta famosa col·lecció de lieder, el crític Thiersot, en Un demi-siecle de musique française (París, 1918), «Duparc ha comunicat a la melodia francesa un impuls, una amplitud, una força mai superada”. A això si pot afegir que el seu innat sentiment dramàtic, potser excessivament elegíac en algunes de les seves melodies, posa en aquestes, una força d'emoció vertaderament extraordinària. Les cançons de Duparc formen part obligada del repertori modern de tots els cantants de concert.»
Com a indicació bibliogràfica d'aquest il·lustre compositor citarem: Musiciens français d'aujourd'hui, d'Octavi Seré (1921), i La musique française, d'Andreu Coeuroy (1922-24).